# Satisfaction (2025)
Satisfaction ist ein Filmdrama von Alex Burunova. Der Film mit Emma Laird, Fionn Whitehead und Zar Amir Ebrahimi in den Hauptrollen ist eine Koproduktion von der Ukraine, Griechenland, Italien und den USA und feierte im März 2025 beim South by Southwest Film Festival seine Premiere.

## Handlung
Die britische Komponistin Lola und ihr Partner und Kollege Philip haben sich auf die griechische Insel Antiparos in der Ägäis zurückgezogen, um ein Album für Sony fertigzustellen. Als Lola an einem FKK-Strand die anziehende Elena kennenlernt und sie in ihre Gemeinschaft aufnimmt, steigen die Spannungen und Lola wird gezwungen, sich ihrer dunklen Vergangenheit zu stellen. Elena gelingt es jedoch auch, zuvor unterdrückte Gefühle zwischen Philip und Lola an die Oberfläche zu bringen.

## Produktion
Regie führte Alex Burunova, die auch das Drehbuch schrieb. Sie wurde in Weißrussland geboren, lebt in Los Angeles und hat einen Hintergrund in der Malerei und im Theater.

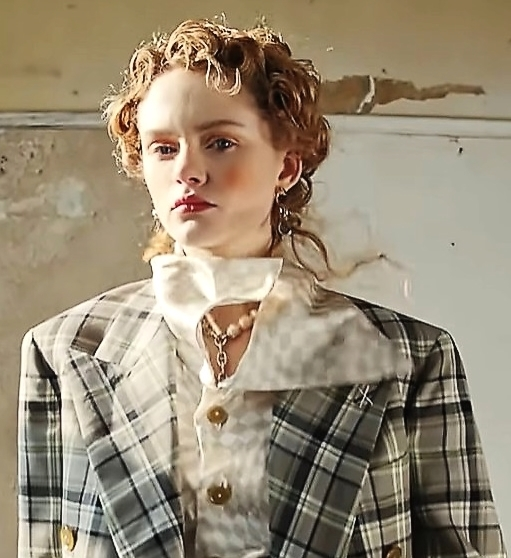
Emma Laird spielt Lola

Emma Laird spielt Lola und Fionn Whitehead ihren Partner Philip. Zar Amir Ebrahimi ist in der Rolle der Osteopathin Elena zu sehen, die ihrer Beziehung frischen Wind einhaucht. Adwoa Aboah spielt Angela. Aufgrund Burunovas jahrelanger Erfahrung als Autorin und Regisseurin für Theaterstücke ging sie die Sache auch wie bei einem solchen an. Sechs Monate vor Beginn der Dreharbeiten zu Satisfaction hatte sie mit Emma Laird mit den Proben begonnen. Sie brachte sie mit Komponisten zusammen und ließ sie wöchentlich Klavierstunden nehmen.
Die Dreharbeiten fanden in Griechenland und in London statt. Den ungarischen Kameramann Máté Herbai hatte die Regisseurin vier Jahre vor Beginn der Dreharbeiten kennengelernt.
Die Filmmusik steuerte die in Berlin lebende Japanerin Midori Hirano bei.
Die Premiere des Films fand am 7. März 2025 beim South by Southwest Film Festival statt.

## Rezeption

### Kritiken
Olivia Popp schreibt in ihrer Kritik im Online-Filmmagazin Cineuropa, die kühlen Blau- und Grautöne, in die der Film von Anfang an getaucht ist, bereiteten dem düsteren Drama den Boden. Die dramatische und eindringliche Filmmusik von Midori Hirano und das Sounddesign von Javier Umpierrez, der eine Mischung aus unmelodischen, unkonventionellen Klangelementen beisteuerte, die in diese Musik einfließt, sorgten für zunehmende Spannung. Die Klanglandschaft erinnere in gewisser Weise an die von Filmen wie Konklave. Satisfaction sei ein ästhetisch anspruchsvoller Film, bei dem die Zuschauer zwischen den Zeilen lesen müssten.

### Auszeichnungen
South by Southwest Film Festival 2025
- Nominierung für den Publikumspreis in der Sektion Narrative Spotlight[7]